# Różanka (województwo dolnośląskie)

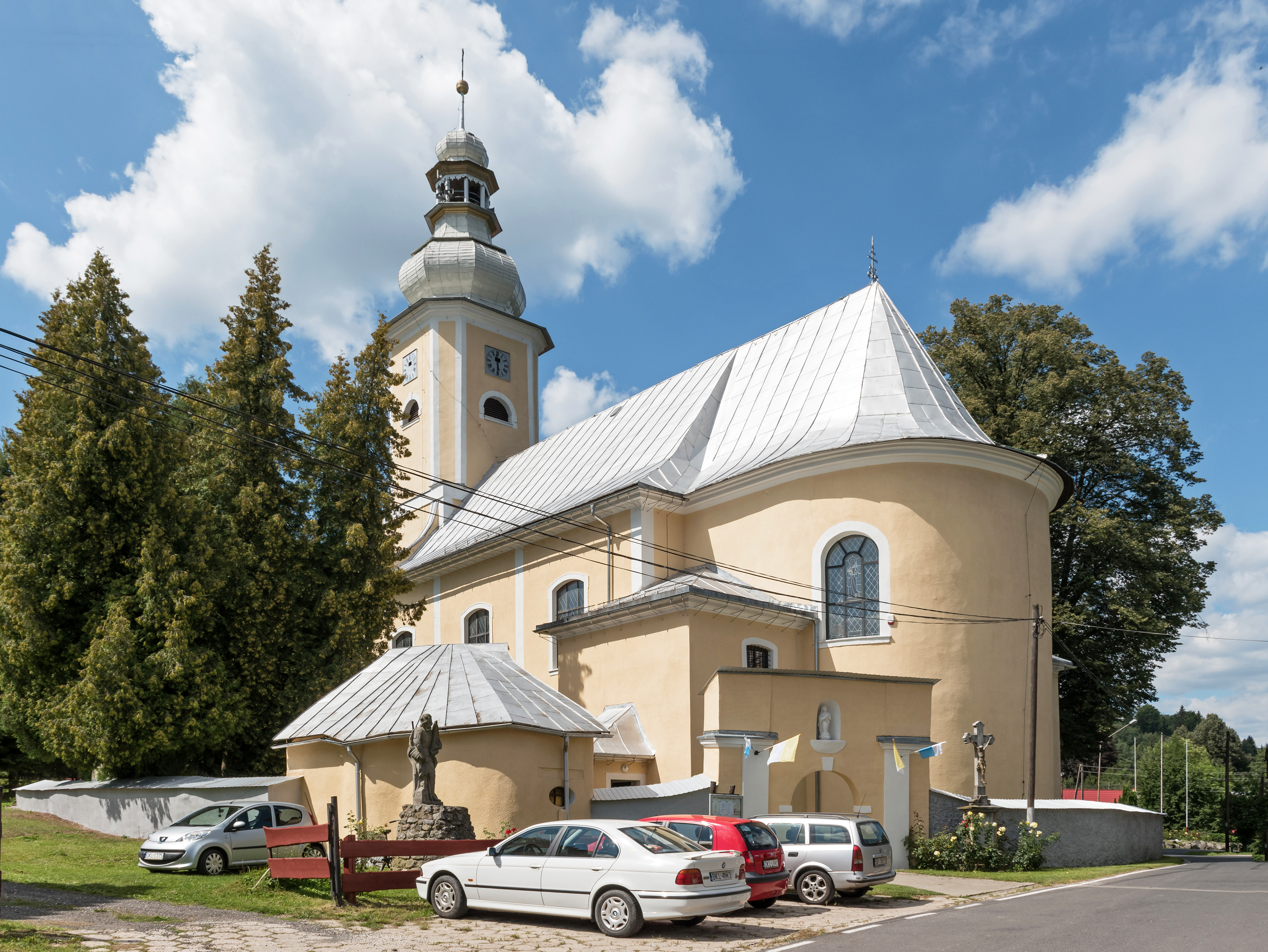
Kościół Wniebowzięcia NMP w Różance

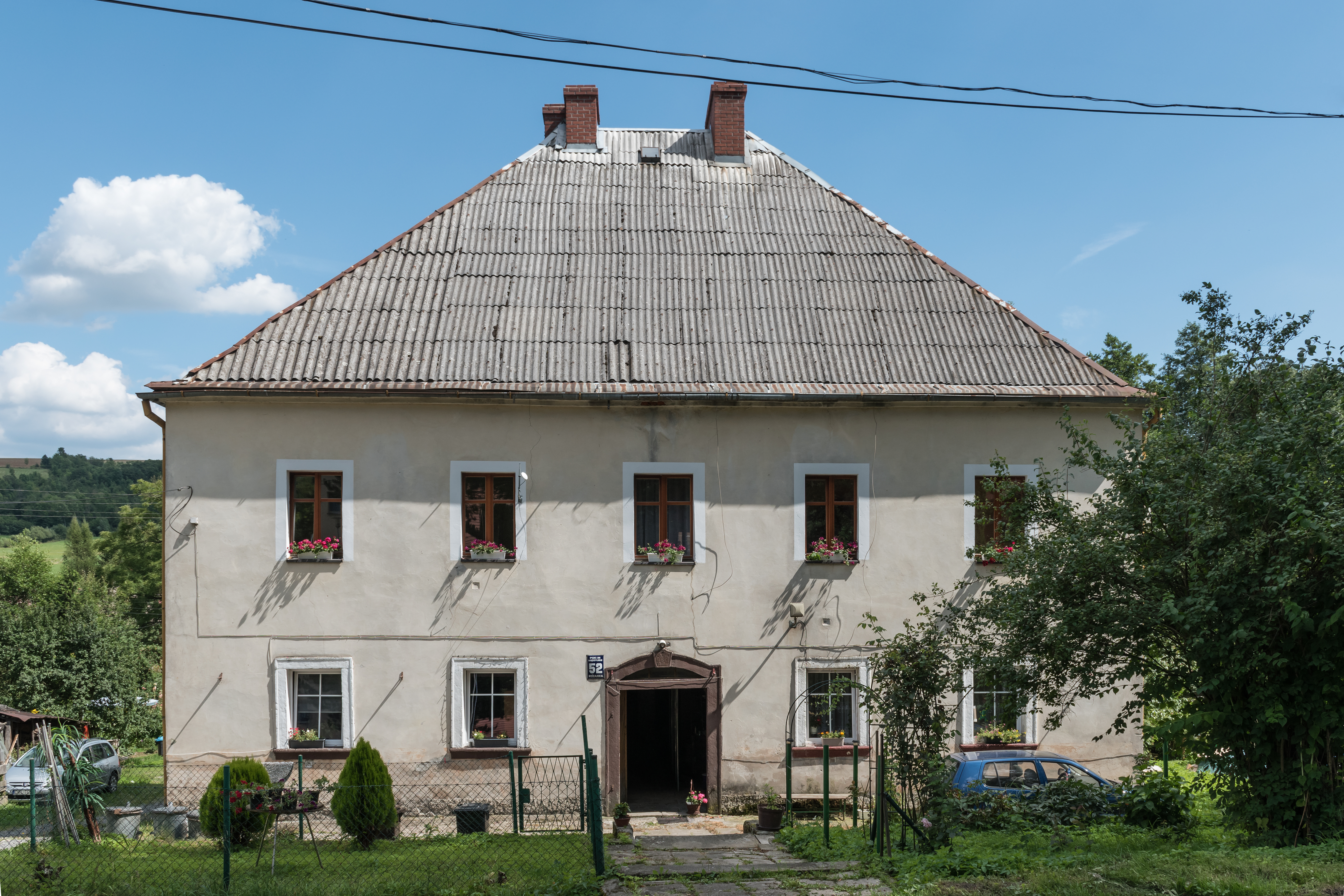
Zabytkowy dom nr 52 w Różance

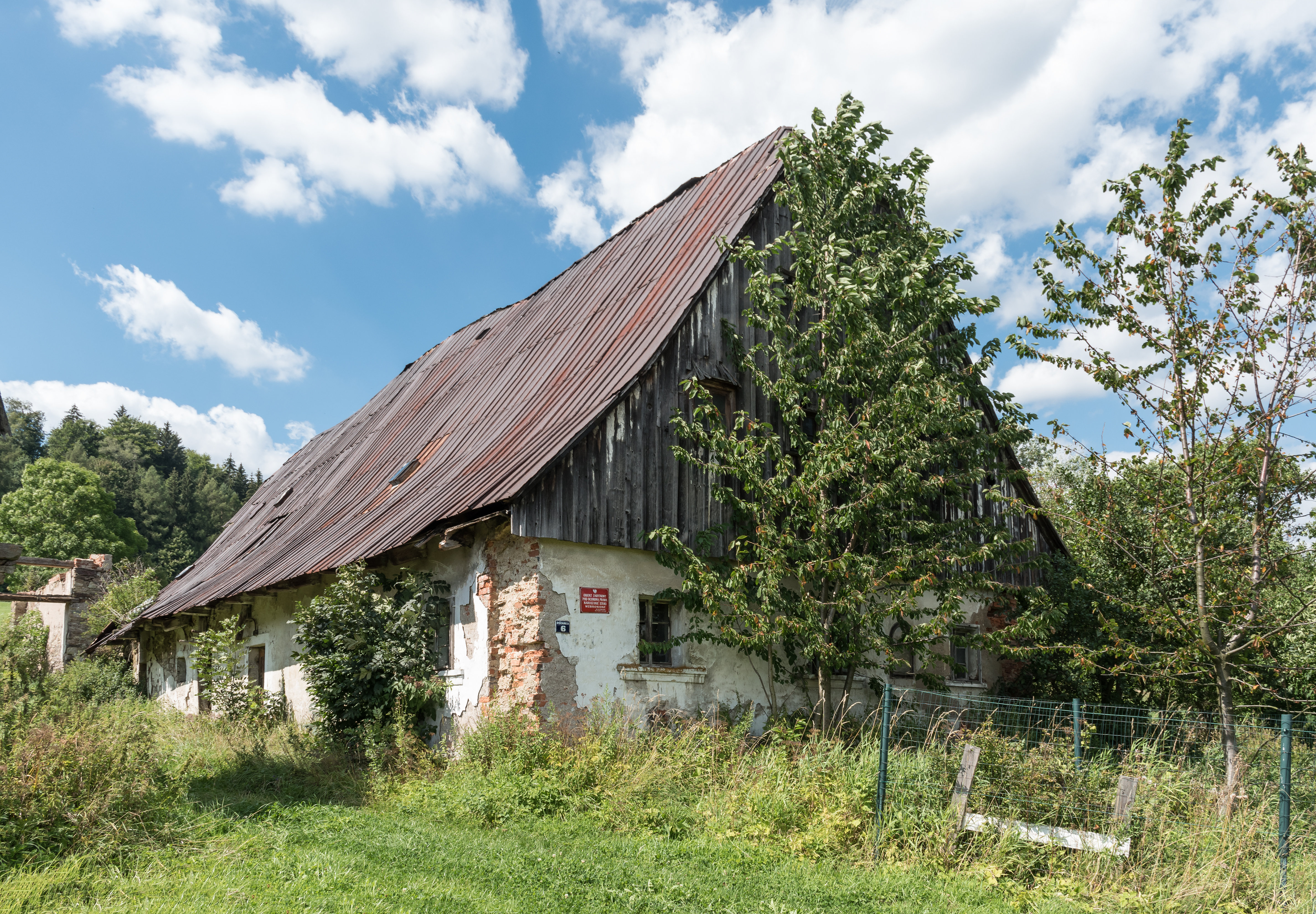
Zabytkowy dom nr 6 w Różance

Różanka (niem. Rosenthal) – wieś w Polsce położona w województwie dolnośląskim w powiecie kłodzkim, w gminie Międzylesie, w Sudetach, w Kotlinie Kłodzkiej, w odległości około 8 km od Międzylesia.

## Położenie
Duża wieś łańcuchowa położona w południowej części Gór Bystrzyckich, kilka kilometrów na północny zachód od Międzylesia, nad potokiem Różana, na wysokości około 410–580 m n.p.m. Przez miejscowość przebiega Autostrada Sudecka – widokowa trasa wiodąca z Międzylesia na przełęcz Polskie Wrota oraz droga z Domaszkowa do Niemojowa.

## Podział administracyjny
W latach 1975–1998 miejscowość położona była w województwie wałbrzyskim.

## Historia
Różanka powstała w XIII wieku, pierwsza wzmianka o wsi pochodzi z 1358 roku. Na przełomie XIII i XIV wieku miejscowość należała do klasztoru cystersów w Kamieńcu Ząbkowickim, później wchodziła w skład feudalnego "państwa" z siedzibą na zamku Szczerba (tzw. "państwo śnielińskie") jako wieś służebna. W XV wieku w Różance znajdowała się huta szkła. Od roku 1684 wieś należała do hrabiego Althanna, a od 1803 roku jej właścicielem był Anton Alexander von Magnis. W okolicy wydobywano rudę żelaza i wapień, z którego wypalano wapno. W XVIII i XIX wieku wieś była ośrodkiem tkactwa. Po trzeciej wojnie śląskiej (1756–1763) wzniesiono tu wiele zabudowań o charakterze miejskim, m.in. manufaktury przędzalnicze przedsiębiorcy Ludwiga z niedalekiego Międzylesia. W roku 1840 część wsi należała do Marianny Orańskiej, istniały tu w tym czasie: sześć młynów wodnych, olejarnia, bielnik, tartak, wytwórnia potażu, browar, dwie gorzelnie i wapiennik. Aż do XIX w. mieścił się tu zarząd dóbr śnielińskich. Pod koniec XIX wieku Różanka nabrała znaczenia turystycznego jako punkt wypadowy wycieczek do zamku Szczerba i Solnej Jamy. W 1978 roku były tu 64 gospodarstwa rolne. Obecnie Różanka ma charakter wsi rolniczo-letniskowej.

## Zabytki
Do wojewódzkiego rejestru zabytków wpisane są obiekty:
- Kościół Wniebowzięcia Najświętszej Maryi Panny w Różance, parafialny z 1661 roku, barokowy, przebudowany w 1755 roku i na początku XX wieku[1]. Wewnątrz jest ołtarz z lat 1762–1768 i ambona z 1753 roku dłuta Michała Ignacego Klahra Młodszego[1]. Jest tam również prospekt organowy z 1787 roku i chrzcielnica z pierwszej połowy XVIII wieku.
- plebania, (dom nr 15), z drugiej połowy XVIII wieku, przebudowana w czwartej ćwierci XIX wieku,
- budynek gospodarczy, z czwartej ćwierci XVIII wieku, przebudowany w końcu XIX wieku,
- dwór, obecnie (dom nr 1), z pierwszej połowy XVII wieku, przebudowany w XVIII wieku,
- dom nr 6 (dawniej nr 111), z XIX wieku,
- dom nr 10 (dawniej nr 3), z końca XVIII wieku,
- dom nr 18 (dawniej nr 95), z XVII wieku, przebudowany w pierwszej połowie XIX wieku,
- dom nr 52 (dawniej nr 11), z 1770 roku,
- dom nr 54 (dawniej nr 13), z końca XVIII wieku.

Inne zabytki:
- wiele budynków – chat sudeckich z XVIII i XIX w.

## Szlaki turystyczne
Przez wieś prowadzi szlak turystyczny:
- z Międzylesia na Przełęcz Spalona.